# Arc-sous-Cicon
Arc-sous-Cicon è un comune francese di 665 abitanti situato nel dipartimento del Doubs nella regione della Borgogna-Franca Contea.

## Società

### Evoluzione demografica
Abitanti censiti